# Matteo Buzzanca
Matteo Buzzanca (Roma, 28 settembre 1973) è un musicista, compositore e produttore discografico italiano.

## Biografia
La sua attività ruota attorno al mondo della canzone e delle colonne sonore. Ha realizzato arrangiamenti e scritto canzoni per diversi album e prodotto musiche per documentari, esposizioni, spettacoli teatrali, spot pubblicitari, cortometraggi e film, in Italia ma anche all'estero. Ha scritto canzoni per X Factor Italia, The Voice of Italy e artisti come Eros Ramazzotti, Ermal Meta, Max Gazzè, Emma Marrone, Marco Mengoni, Luca Carboni, Arisa, Gianni Morandi, Malika Ayane, Patty Pravo, Rapahel Gualazzi, Noemi, Giusy Ferreri, Francesca Michielin, Anna Tatangelo, Giovanni Caccamo e gli Zero Assoluto.

### Autore e produttore per altri interpreti
Tra il 2002 e il 2007 collabora con il cantautore Andrea Chimenti alla realizzazione di due album, Il porto sepolto (in veste di arrangiatore) e Vietato Morire (coautore, arrangiatore e produttore). Nello stesso anno collabora con Paolo Benvegnù all'arrangiamento degli archi de Il mare verticale brano che co-firma e che verrà successivamente reinterpretato sia da Giusy Ferreri nell'album Fotografie e da Marina Rei nell'album Musa.
Nel 2012 è coautore di alcune canzoni del disco È necessario di Diego Mancino, con il quale nel 2011 aveva composto il singolo Odio tutti i cantanti per Noemi. In veste di autore ha partecipato nel 2013 al Festival di Sanremo con la canzone I tuoi maledettissimi impegni scritta insieme a Francesco Gazzè e cantata da Max Gazzè.
Nel 2015 scrive due canzoni per l'album Parole in circolo di Marco Mengoni e tre brani per Naif di Malika Ayane, tra cui il singolo Senza fare sul serio (certificato doppio platino). Nel 2016 in veste di produttore lavora all'album Love Life Peace di Raphael Gualazzi che con il singolo L'estate di John Wayne scala la classifica radiofonica italiana e si certifica disco di platino. Sempre nel 2016 è coautore insieme ad Alessandro Raina del singolo Bologna è una regola di Luca Carboni che raggiunge la vetta delle classifiche d'ascolti radiofoniche. In veste di produttore arrangia il singolo Prima del tuo cuore di Gianluca De Rubertis (de Il Genio), con la partecipazione di Amanda Lear. Lo stesso anno firma insieme ad Ermal Meta il brano Arriverà l'amore, singolo di Emma Marrone, e Un cuore in due per Francesca Michielin.
Nel 2017 è coautore del brano Un solo abbraccio interpretato da Gianni Morandi nel suo disco D'amore d'autore, mentre l'anno firma e produce il singolo Io mi innamoro ancora di Ermal Meta, presente in Non abbiamo armi.
Nel 2018 è coautore del brano Vita ce n'è di Eros Ramazzotti, canzone che dà il titolo all'album omonimo e al tour mondiale.
Nel 2019 produce alcuni brani dell'album Una nuova Rosalba in città di Arisa e scrive per lei Mi sento bene canzone che partecipa al 69º Festival di Sanremo classificandosi all'ottavo posto.

### Compositore di musiche per i media
Nel 2002 realizza le musiche del suo primo cortometraggio di Marco Ruffatti Ghosts che partecipa alla sezione screenings della Mostra Internazionale d'Arte Cinematografica. Sempre lo stesso lavora alle musiche de L’ultima stagione di MariaErica Pacileo, cortometraggio presentato a Torino Videoevento. Tra il 2003 e il 2006 compone diverse colonne sonore per Lontano dal silenzio del cielo che partecipa al Valdarno Cinema Fedic, Resistenti: cinque ritratti partigiani di Fernando Maraghini, La disfatta di Guido Geminiani e Annarosa non muore documentario sulla resistenza partigiana bellunese che partecipa al Bellaria Film Festival 2003. Realizza anche le musiche per le mostre allestite al Mart Museo di Trento, Mitomacchina e Il bello e le bestie, e la Virtù della Fortezza presso Castel Beseno. Nel 2007 lavora a Los Angeles alle musiche di due cortometraggi The Devil’s in the details di Vivian Lee Moore e For the game di Abhishek Kabli entrambi presentati al Festival On the Lot. Compone inoltre il sound-design per le mostre Cosmorama Cinematografico di Giampiero Brunetta all'interno del Palazzo dei Normanni a Palermo e La scimmia nuda mostra allestita al Museo di Scienze Naturali Tridentino. Tra il 2008 e il 2010 compone le musiche per alcuni progetti: Stagione di caccia di Andrea Mugnaini e prodotto da Studio Universal, Time up di Charlie Tango e il documentario sulla storia del calcio Padova Calcio Padova. Cent’anni di emozioni biancoscudate di Federico Massa. Realizza la colonna sonora dello spettacolo teatrale Callas, una tragedia da camera di Ottavia Lanza per il teatro Litta di Milano. Nel 2011 realizza le musiche per il documentario Lacor dei canadesi Vincent Scotti e Dominique Morisette sulla storia del Mary's Hospital di Lacor in Uganda, fondato dai coniugi Piero Corti e Lucille Corti. Lo stesso anno sonorizza Guardiamoci negli occhi per la campagna nazionale contro il glaucoma e Zorzi da Castelfranco documentario storico di Federico Massa. Nel 2012 scrive la colonna sonora originale per il film di Andrea Mugnaini Non c’è tempo per gli eroi interpretato da Desiree Noferini e Paolo Bernardini e prodotto da Cecchi Gori Home Video. Per l'occasione scrive anche una canzone This is not love, con il testo di Francesca Lago, interpretata dal cantante inglese Cass Lowe. Nel 2014 sonorizza l'opera I bambini sono cattivi dello scultore padovano Ettore Greco all'interno della mostra Ecce Pinocchio presso la Villa di Isola di Garda. Nel 2015 compone Le tango de Zara interpretato dall'Orchestra di piazza Vittorio per la colonna sonora del film Pitza e datteri del regista Fariborz Kamkari. Nel 2017 scrive musiche e canzoni di "Saremo Giovani e Bellissimi" lungometraggio d'esordio della regista Letizia Lamartire. Riceve il premio speciale Soundtrack Stars Award al 75º Festival del Cinema di Venezia, la nomination al nastro d'argento e al ciak d'oro.
Nel 2020 compone la colonna sonora per il film Trash - La leggenda della piramide magica diretto da Luca Della Grotta e Francesco Dafano.

### Il progetto solista Teodorf
Nel 2015 pubblica l'album d'esordio del suo progetto solista Teodorf (un mix di musica elettronica, shoegaze e newwave) realizzato tra Milano e Londra.
Il singolo d'esordio si intitola Why e videoclip è stato realizzato da Tiziano Russo.

## Colonne sonore
- Non c'è tempo per gli eroi (2014) regia di Andrea Mugnaini
- Pitza e Datteri (2016) regia di Fariborz Kamkari - canzoni aggiuntive
- Saremo giovani e bellissimi (2017)
- Trash - La leggenda della piramide magica, regia di Luca Della Grotta e Francesco Dafano (2020)
- Divin Codino, regia di Letizia Lamartire (2021)
- Per Elisa - Il caso Claps, regia di Marco Pontecorvo - miniserie TV (2023)
- Noi siamo leggenda – serie TV (2023)
- Prophecy, regia di Jacopo Rondinelli (2024)

## Premi e riconoscimenti

### Nastro d'argento
- 2018 – Candidatura miglior canzone per Saremo giovani e bellissimi

### Ciak d'oro
- 2018 – Candidatura miglior canzone per Saremo giovani e bellissimi

### Altri premi
- Soundtrack Stars Award – 75ª Mostra internazionale d'arte cinematografica di Venezia 2018

## Brani accreditati come autore o coautore di canzoni
| Anno | Titolo                        | Artista              | Album                      |
| ---- | ----------------------------- | -------------------- | -------------------------- |
| 2004 | Il mare verticale             | Paolo Benvegnù       | Piccoli Fragilissimi Film  |
| 2009 | Il mare verticale             | Marina Rei           | Musa                       |
| 2009 | Il mare verticale             | Giusy Ferreri        | Fotografie                 |
| 2010 | L'estate                      | Non voglio che Clara | Dei cani                   |
| 2011 | Odio tutti i cantanti         | Noemi                | RossoNoemi                 |
| 2011 | Qualcosa cambierà             | Andrea Chimenti      | Tempesta di fiori          |
| 2012 | Nei baci no                   | Diego Mancino        | È necessario               |
| 2012 | Qui è così                    | Diego Mancino        | È necessario               |
| 2012 | Colpa della musica            | Diego Mancino        | È necessario               |
| 2013 | A fuoco                       | Timothy Cavicchini   | The Voice of Italy         |
| 2013 | I tuoi maledettissimi impegni | Max Gazzè            | Sotto casa                 |
| 2014 | Dove                          | Zero Assoluto        | Alla fine del giorno       |
| 2015 | Tutto quello che ci resta     | Leiner Riflessi      | XFactor Italia             |
| 2015 | Senza fare sul serio          | Malika Ayane         | Naif                       |
| 2015 | Ansia di felicità             | Malika Ayane         | Naif                       |
| 2015 | Dimentica domani              | Malika Ayane         | Naif                       |
| 2015 | Se sei come sei               | Marco Mengoni        | Parole in circolo          |
| 2015 | Invincibile                   | Marco Mengoni        | Parole in circolo          |
| 2015 | Un cuore in due               | Francesca Michielin  | Di20                       |
| 2015 | Arriverà l'amore              | Emma Marrone         | Adesso                     |
| 2015 | Da domani                     | Giovanni Caccamo     | Non siamo soli             |
| 2016 | Bologna è una regola          | Luca Carboni         | Pop-up                     |
| 2016 | Ci rivedremo poi              | Patty Pravo          | Eccomi                     |
| 2016 | L'estate di John Wayne        | Raphael Gualazzi     | Love Life Peace            |
| 2016 | Mondello beach                | Raphael Gualazzi     | Love Life Peace            |
| 2016 | Splende il mattino            | Raphael Gualazzi     | Love Life Peace            |
| 2016 | Lotta things                  | Raphael Gualazzi     | Love Life Peace            |
| 2017 | La distanza                   | Giusy Ferreri        | Girotondo                  |
| 2017 | Uguale a me                   | Shady                | Shady - EP                 |
| 2017 | Un solo abbraccio             | Gianni Morandi       | D'amore d'autore           |
| 2018 | Chiedere scusa                | Anna Tatangelo       | La fortuna sia con me      |
| 2018 | Io mi innamoro ancora         | Ermal Meta           | Non abbiamo armi           |
| 2018 | Vita ce n'è                   | Eros Ramazzotti      | Vita ce n'è                |
| 2019 | Mi sento bene                 | Arisa                | Una nuova Rosalba in città |
| 2020 | Rido Male                     | Tish                 | Rido Male                  |